# Niepołomice (gmina)
Niepołomice est une gmina mixte du powiat de Wieliczka, Petite-Pologne, dans le sud de Pologne. Son siège est la ville de Niepołomice, qui se situe environ 12 km au nord-est de Wieliczka et 21 km à l'est de la capitale régionale Cracovie.
La gmina couvre une superficie de 95,1 km2 pour une population de 22 168 habitants.

## Géographie
Outre la ville de Niepołomice, la gmina inclut les villages de Chobot, Ochmanów, Podłęże, Słomiróg, Staniątki, Suchoraba, Wola Batorska, Wola Zabierzowska, Zagórze, Zakrzów et Zakrzowiec.
La gmina borde la ville de Cracovie et les gminy de Biskupice, Drwinia, Gdów, Igołomia-Wawrzeńczyce, Kłaj et Wieliczka.